# Zona de Livre Comércio de Xangai
A Zona de Livre Comércio de Xangai (chinês: 上海自由贸易区/上海自贸区, pinyin: Shànghǎi), oficialmente Zona Piloto de Livre Comércio da China (chinês: 中国（上海）自由贸易试验区, pinyin: Zhōngguó (Shànghǎi) Zìyóu Màoyì Shìyànqū), ou simplesmente Zona Franca Chinesa é uma zona de livre comércio (Shanghai FTZ) em Xangai, China.
A Zona Franca de Xangai, lançada oficialmente em 29 de setembro de 2013, com o apoio do primeiro-ministro chinês Li Keqiang, é a primeira zona de livre comércio na China continental e cobre uma área de 240,2 quilômetros quadrados. Ela mantém o crescimento das atividades relacionadas com o comércio externo e a expansão das reformas para fortalecer as indústrias financeiras e de alta tecnologia.